# (2228) Soyuz-Apollo
(2228) Soyuz-Apollo es un asteroide perteneciente al cinturón de asteroides, descubierto el 19 de julio de 1977 por Nikolái Stepánovich Chernyj desde el Observatorio Astrofísico de Crimea (República de Crimea).

## Designación y nombre
Designado provisionalmente como 1977 OH. Fue nombrado Soyuz-Apollo en homenaje al vuelo realizado de manera conjunta por rusos y estadounidenses en el año 1975.